# La Croix-aux-Bois
Pour les articles homonymes, voir Croix (homonymie).
La Croix-aux-Bois est une commune française située dans le département des Ardennes, en région Grand Est.

## Géographie
|         | Ballay            |                |
| Falaise | La Croix-aux-Bois | Boult-aux-Bois |
|         | Longwé            |                |

La commune est située au nord de la forêt d'Argonne. Une superficie de 2 500 hectares de la forêt de La Croix-aux-Bois est acquise par l’Etat durant l’Entre-deux-guerres grâce aux ressources d’une taxe sur le produit des jeux.

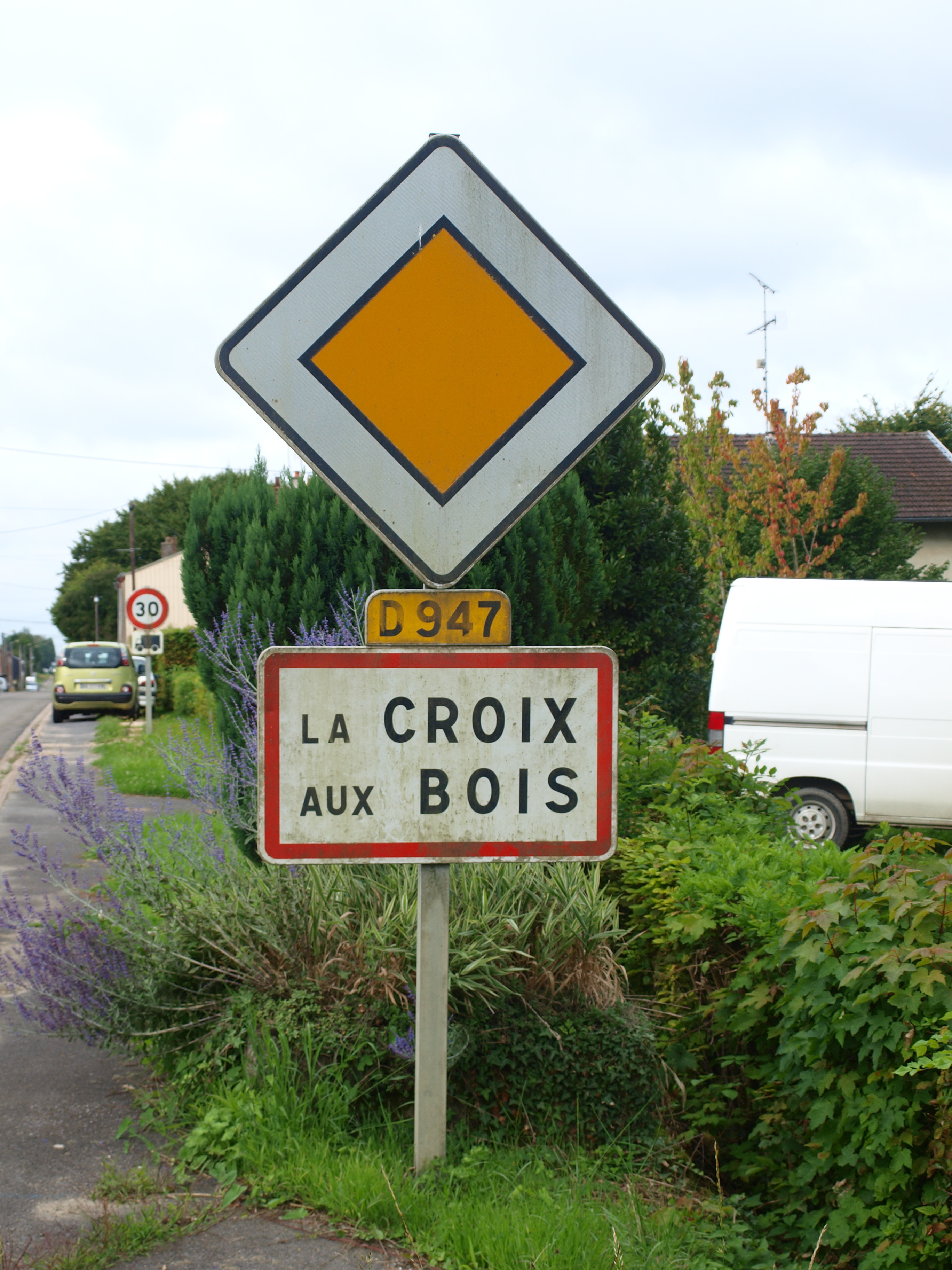
Entrée de La Croix-aux-Bois.

t 

### Hydrographie
La commune est traversée par la ligne de partage des eaux entre  les bassins hydrographiques Rhin-Meuse et Seine-Normandie. Elle est drainée par le ruisseau du Moulin des Bois,.

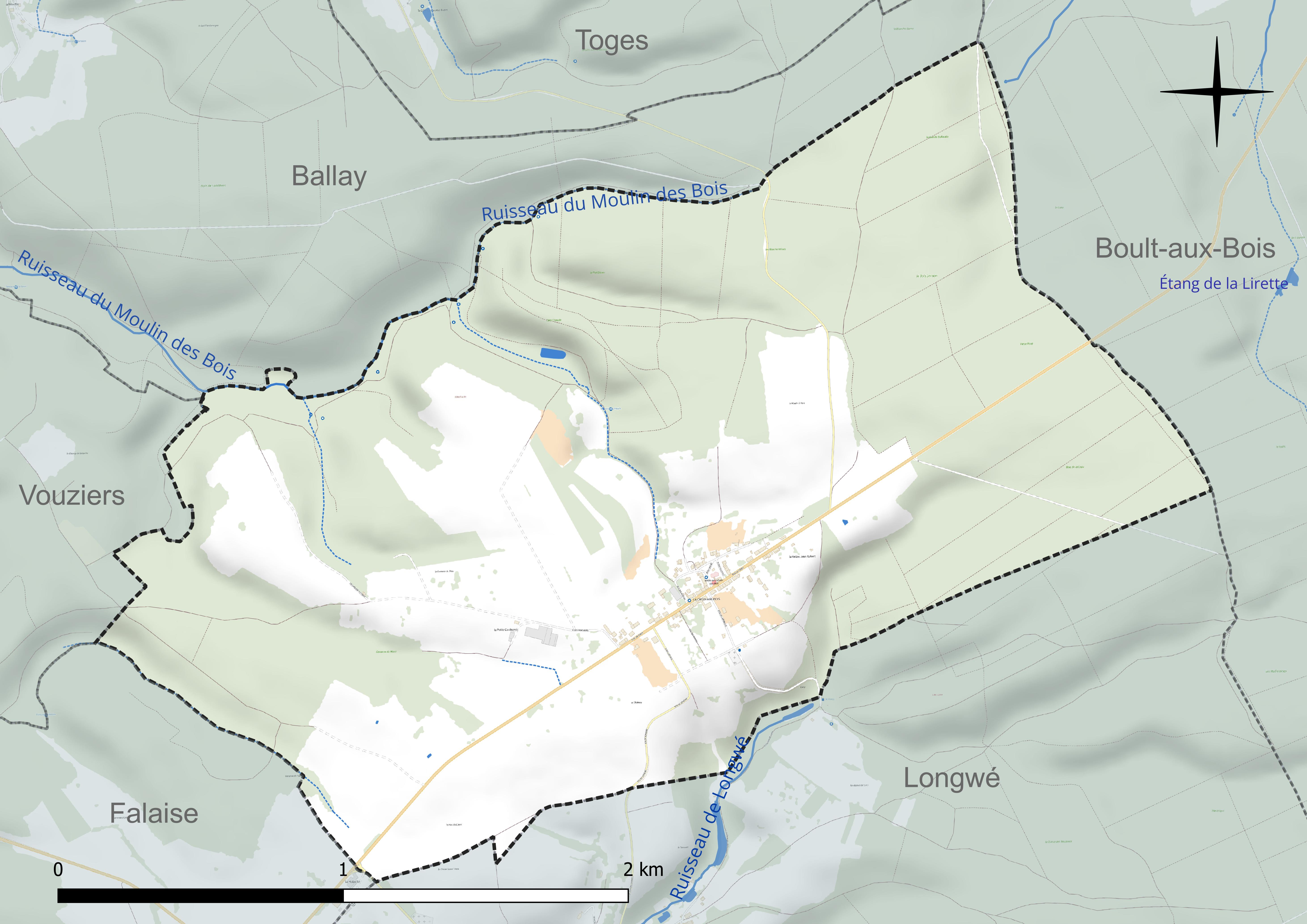
Réseau hydrographique de la Croix-aux-Bois.

### Climat
Pour des articles plus généraux, voir Climat du Grand Est et Climat des Ardennes.
En 2010, le climat de la commune est de type climat de montagne, selon une étude du Centre national de la recherche scientifique s'appuyant sur une série de données couvrant la période 1971-2000. En 2020, Météo-France publie une typologie des climats de la France métropolitaine dans laquelle la commune est exposée à un climat océanique altéré et est dans la région climatique Nord-est du bassin Parisien, caractérisée par un ensoleillement médiocre, une pluviométrie moyenne régulièrement répartie au cours de l’année et un hiver froid (3 °C).
Pour la période 1971-2000, la température annuelle moyenne est de 9,9 °C, avec une amplitude thermique annuelle de 15,8 °C. Le cumul annuel moyen de précipitations est de 938 mm, avec 13,3 jours de précipitations en janvier et 9,2 jours en juillet. Pour la période 1991-2020, la température moyenne annuelle observée sur la station météorologique de Météo-France la plus proche, « Buzancy_sapc », sur la commune de Buzancy à 12 km à vol d'oiseau, est de 10,9 °C et le cumul annuel moyen de précipitations est de 862,0 mm. 
La température maximale relevée sur cette station est de 40,7 °C, atteinte le 25 juillet 2019 ; la température minimale est de −15,8 °C, atteinte le 20 décembre 2009,,.
Les paramètres climatiques de la commune ont été estimés pour le milieu du siècle (2041-2070) selon différents scénarios d'émission de gaz à effet de serre à partir des nouvelles projections climatiques de référence DRIAS-2020. Ils sont consultables sur un site dédié publié par Météo-France en novembre 2022.

## Urbanisme

### Typologie
Au 1er janvier 2024, La Croix-aux-Bois est catégorisée commune rurale à habitat dispersé, selon la nouvelle grille communale de densité à 7 niveaux définie par l'Insee en 2022.
Elle est située hors unité urbaine. Par ailleurs la commune fait partie de l'aire d'attraction de Vouziers, dont elle est une commune de la couronne,. Cette aire, qui regroupe 45 communes, est catégorisée dans les aires de moins de 50 000 habitants,.

### Occupation des sols
L'occupation des sols de la commune, telle qu'elle ressort de la base de données européenne d’occupation biophysique des sols Corine Land Cover (CLC), est marquée par l'importance des forêts et milieux semi-naturels (59,1 % en 2018), une proportion sensiblement équivalente à celle de 1990 (59,4 %). La répartition détaillée en 2018 est la suivante : 
forêts (59,1 %), prairies (16,7 %), zones agricoles hétérogènes (13,5 %), terres arables (10,8 %). L'évolution de l’occupation des sols de la commune et de ses infrastructures peut être observée sur les différentes représentations cartographiques du territoire : la carte de Cassini (XVIIIe siècle), la carte d'état-major (1820-1866) et les cartes ou photos aériennes de l'IGN pour la période actuelle (1950 à aujourd'hui).

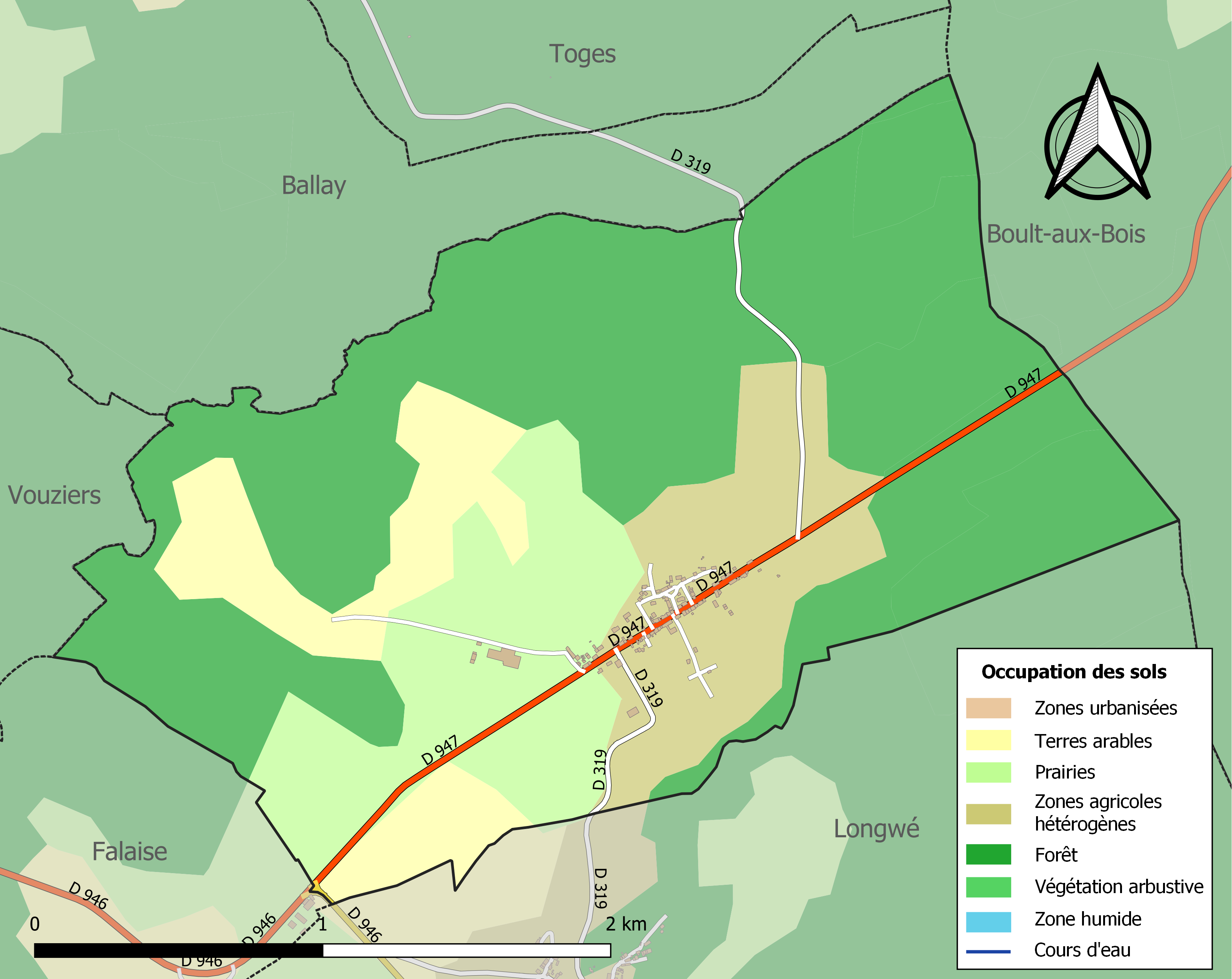
Carte des infrastructures et de l'occupation des sols de la commune en 2018 (CLC).

## Toponymie
- le nom pourrait avoir pour origine le croisement de deux chemins ;
- il pourrait venir de la racine saxonne Cro signifiant « terre molle, boueuse, marécageuse » ;
- plus vraisemblablement le nom viendrait d'une borne limite surmontée d'une croix ou d'un calvaire érigé là par le pouvoir ecclésiastique, comme c'était fréquemment le cas au bord des chemins au Moyen Âge. Le mot latin Crux pourrait être une croix mais aussi le gibet.

Le déterminatif germanique bosc apparaît comme dans le nom de plusieurs localités La Croix-aux-Bois, Pouru-aux-Bois, Vrigne-aux-Bois, en patois vrë â bô.

## Histoire
Le 14 septembre 1792, l’armée du duc de Brunswick est passée par un des défilés de l’Argonne avant d’affronter les armées françaises à la bataille de Valmy. Le 15 septembre 1792 elle est attaquée par les troupes françaises commandées par l'adjudant-général Nicolas Ernault de Rignac des Bruslys.

## Politique et administration
| Période                                  | Période                   | Identité                                        | Étiquette | Qualité         |
| ---------------------------------------- | ------------------------- | ----------------------------------------------- | --------- | --------------- |
| avant 1810                               | 1816                      | Pierre Warnesson                                |           | Cultivateur     |
| 1816                                     | 1843                      | François Marie Louis Doré                       |           | Rentier         |
| 1843                                     | 1846                      | Fulgence Warnesson                              |           | Cultivateur     |
| 1846                                     | 1883                      | Mathias Legand                                  |           | Instituteur     |
| 1884                                     | 1896 (décès)              | Nicolas-Josué Bihéry                            |           | Négociant       |
| 1896                                     | après 1912                | Paul Nicolas Constant Charmolue                 |           | Garde Forestier |
| avant 1981                               | ?                         | Pol Billard                                     | DVG       |                 |
| mars 2001                                | mars 2008                 | Alain Corniquet                                 |           |                 |
| mars 2008                                | En cours (au 27 mai 2020) | Daniel Bouillon, Réélu pour le mandat 2020-2026 |           | Ancien ouvrier  |
| Les données manquantes sont à compléter. |                           |                                                 |           |                 |

## Démographie
L'évolution du nombre d'habitants est connue à travers les recensements de la population effectués dans la commune depuis 1793. Pour les communes de moins de 10 000 habitants, une enquête de recensement portant sur toute la population est réalisée tous les cinq ans, les populations de référence des années intermédiaires étant quant à elles estimées par interpolation ou extrapolation. Pour la commune, le premier recensement exhaustif entrant dans le cadre du nouveau dispositif a été réalisé en 2008.

En 2022, la commune comptait 160 habitants, en évolution de +8,11 % par rapport à 2016 (Ardennes : −2,97 %, France hors Mayotte : +2,11 %).
| 1793 | 1800 | 1806 | 1821 | 1831 | 1836 | 1841 | 1846 | 1851 |
| ---- | ---- | ---- | ---- | ---- | ---- | ---- | ---- | ---- |
| 351  | 322  | 405  | 404  | 466  | 510  | 458  | 495  | 515  |

| 1866 | 1872 | 1876 | 1881 | 1886 | 1891 | 1896 | 1901 | 1906 |
| ---- | ---- | ---- | ---- | ---- | ---- | ---- | ---- | ---- |
| 460  | 437  | 438  | 395  | 407  | 390  | 355  | 312  | 298  |

| 1911 | 1921 | 1926 | 1931 | 1936 | 1946 | 1954 | 1962 | 1968 |
| ---- | ---- | ---- | ---- | ---- | ---- | ---- | ---- | ---- |
| 268  | 173  | 204  | 196  | 181  | 175  | 156  | 171  | 141  |

| 1975 | 1982 | 1990 | 1999 | 2006 | 2008 | 2013 | 2018 | 2022 |
| ---- | ---- | ---- | ---- | ---- | ---- | ---- | ---- | ---- |
| 150  | 140  | 159  | 137  | 121  | 116  | 138  | 149  | 160  |

## Lieux et monuments
- Église Sainte-Croix
- Monument aux morts
- Calvaire

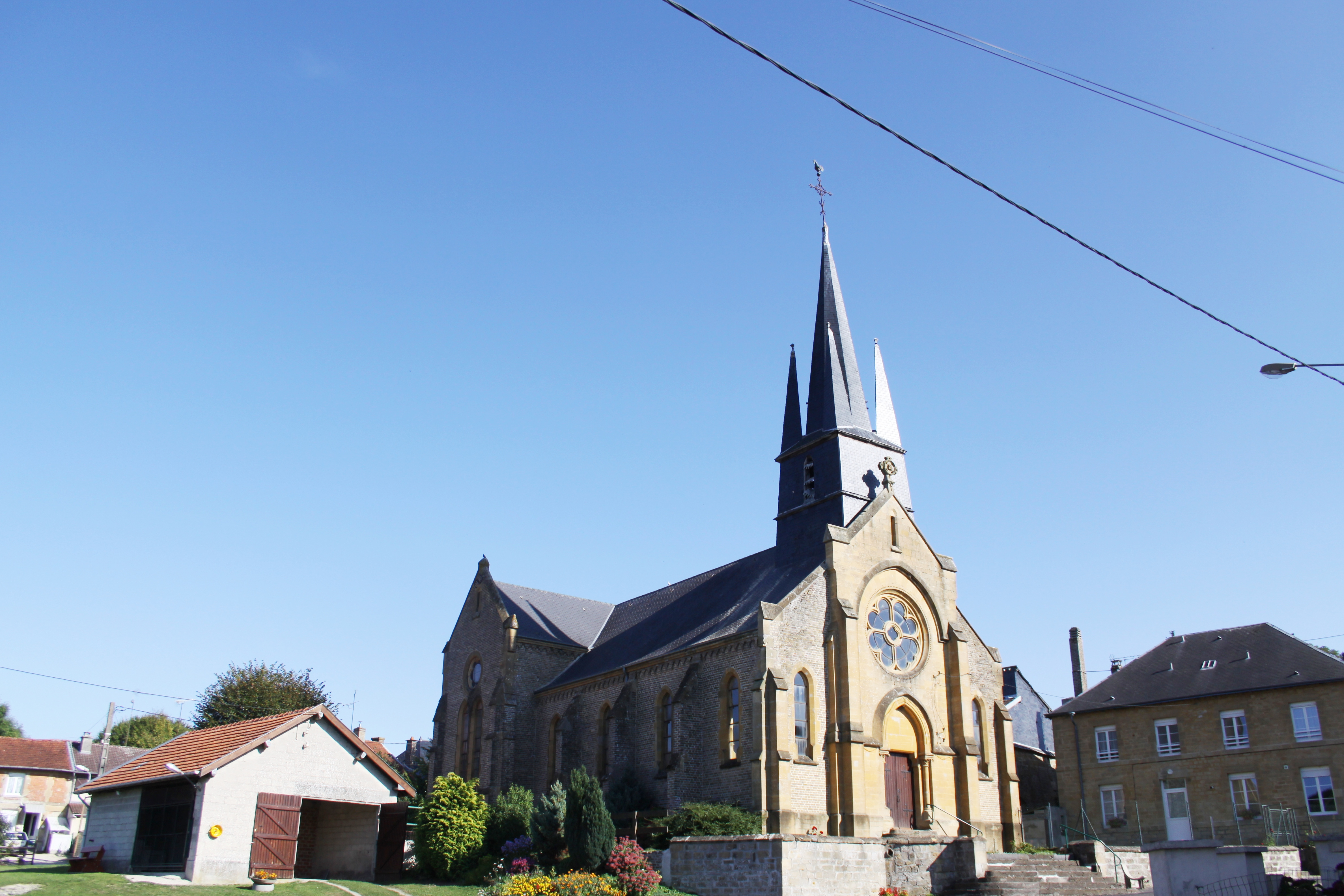
Église Sainte-Croix.
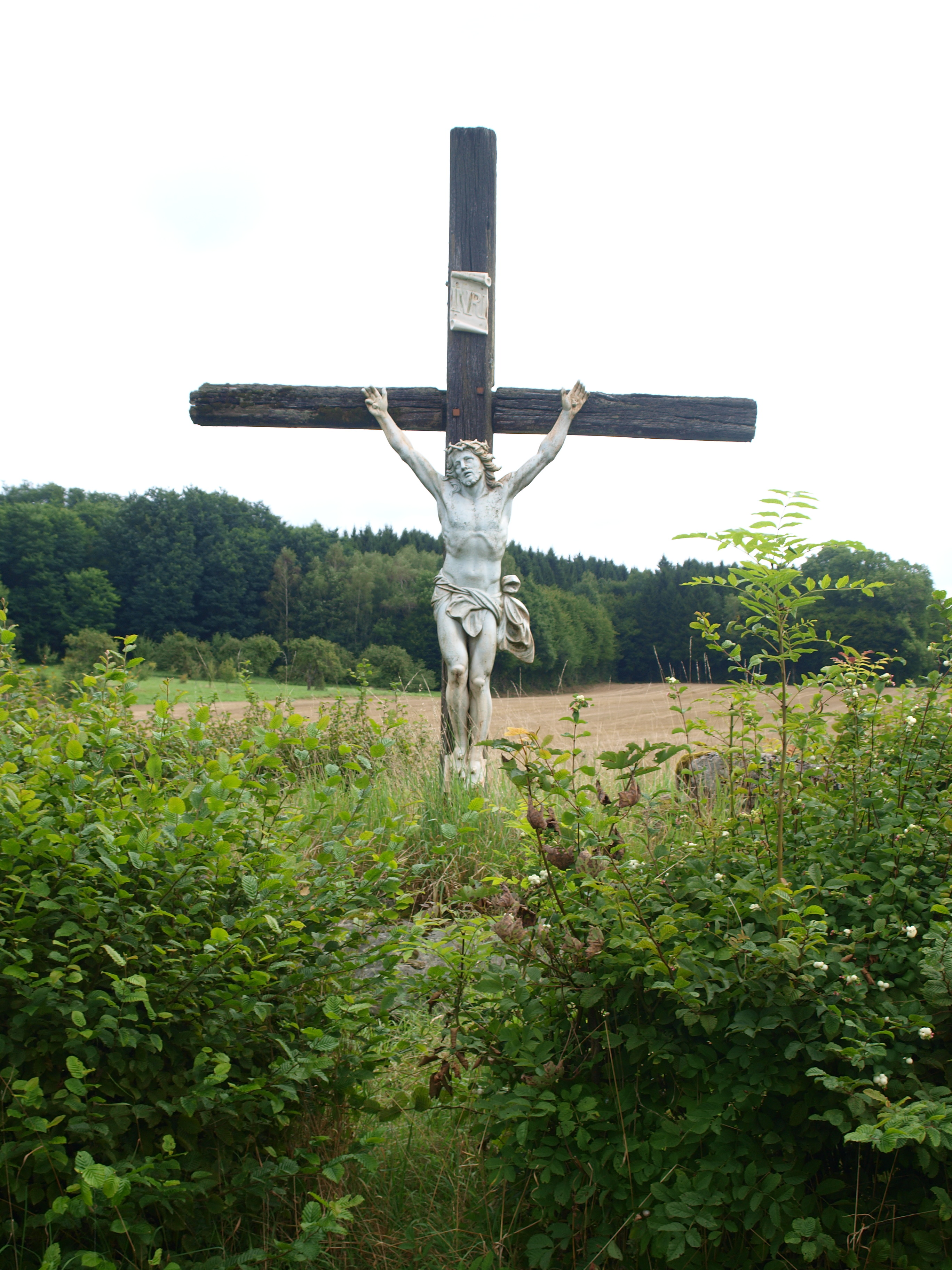
Calvaire.

## Personnalités liées à la commune
- Charles Joseph Antoine Emmanuel Lamoral Ghislain, prince de Ligne (1759-1792), prince de Ligne, tué au combat à La Croix-aux-Bois.